# Ericus Martini Harræus
Ericus Martini Harræus, född i Ångermanland, död 1665 i Danviks hospital och Sicklaö församling, var en svensk präst.

## Biografi
Ericus Harræus föddes i Ångermanland. Han blev i februari 1622 student vid Uppsala universitet. Harræus blev 1640 komminister i Hammarby församling och 30 augusti 1644 komminister i Klara församling, Stockholm. Han blev 23 maj 1655 kyrkoherde i Danviks hospital och Sicklaö församling. Harræus avled 1665 i Danviks hospital och Sicklaö församling.

### Familj
Harræus var gift med Sigrid Persdotter. De fick tillsammans barnen Catharina Harræus (död 1726) som var gift med kyrkoherden Ericus Arvidi Dusaeus i Bankeryds församling och huspredikanten Henric Hammarinus.